# Незабудька вузьколиста
Незабудька вузьколиста (Myosotis stenophylla) — вид квіткових рослин родини шорстколистих (Boraginaceae).

## Біоморфологічна характеристика
Це багаторічна рослина 15–25(50) см заввишки, сірувато-зелена. Стебел переважно 2–3, від висхідних до прямовисних, розгалужені, іноді запушені. Приземні листки у розетці, на довгих ніжках, еліптичні, до 4 × 1.5 см, на верхівці загострені. Середні стеблові листки до 4–5 мм завширшки, сидячі, вузько-ланцетні, зрідка запушені. Суцвіття при плодах подовжені, досягають 5–5.5 см завдовжки. Чашечка дзвоникоподібна, частки чашечки загострені, 3/4 довжини чашечки, густо притиснуті чи рідко запушені, 2–3.5 мм завдовжки. Віночок темно-блакитний, 5–10 мм у діаметрі.

## Поширення
Європа (Австрія, Польща, Чехія, Словаччина, Угорщина, Румунія, Росія, Україна).
В Україні вид зростає на скелях та степових схилах, переважно вапняковим — у зх. ч. Прикарпаття (Тернопільська та Івано-Франківська області).